# 장수철 (음악가)
장수철(張壽哲, 1917년 4월 16일~1966년 11월 8일)은 대한민국의 작곡가 겸 종교 음악가, 대학 교수, 합창단 지휘자이고, 음악 교육인이다.
명예 음악학 박사 출신인 그의 본관은 인동이고, 일제 강점기 시대 평안남도 대동군 율리면 석정리 출신이며, 숭실대학교, 중앙신학교(지금의 강남대학교), 이화여자대학교 등에서 교편을 잡았다. 아명(兒名)은 장봉주(張鳳柱), 부친 장시욱과 모친 이화정의 5남매 중 장남으로 출생. 1960년 선명회어린이합창단을 월드비전의 밥 피얼스((Bob Pierce)) 박사와 함께 창단하여 세계 16개국 104개의 도시를 돌면서 130회 이상의 연주를 하여 약45만여명의 기록적인 청중을 동원하였으며 미국 WORD 레코드 회사를 통해 5장의 LP판을 발매하고 미국의 잡지 《LIFE》에 여러번 게재되어 세계의 주목을 끌었다. 특히 그가 처음으로 어린이 합창에 도입한 두성의 발성은 이후부터 한국 어린이 합창의 중요한 발성법으로 자리잡았다. 또한 그가 작곡하고 부인 최봉춘 여사가 작사한 《"탄일종"》과 찬송가 《"주는 나를 기르시는 목자"》는 대한민국의 대표적인 찬송가가 되었다.

## 생애

### 1기(평양 - 동경 - 강릉)
다섯살때부터 자랐었던 일제 시대 평안남도 평양부에서는 국민학교 2학년까지 다니다가, 국민학교 3학년 때 황해도 사리원을 거쳐 국민학교 4학년 때 황해도 안악으로 거듭 전학하였고, 14세 때에 황해도 공립 안악보통학교를 졸업한 후에 24세 때였던, 1940년 당시 평안남도 평양요한학교에 들어가면서 1942년에서부터 흔히 "평양요한학교 삼총사"로 알려진 작곡가 박재훈, 구두회를 만난다. 그는 어린이 음악단체인 "참새회"를 만들어서 《평양방송국》에 매주 출연하여 자신이 작곡한 동요를 방송에 내보냈다. 평양요한학교 시절 윤춘병 목사와 이태선 목사를 만나 많은 곡을 그들의 시에 붙여 작곡하였다.
다른 한편 그는 1938년 4월 29일 최봉춘을 만나 결혼하였다. 1943년 3월에 이 삼총사(장수철, 박재훈, 구두회)는 함께 일본 동경제국고등학교 작곡부에 등록하였으나 1944년 9월에 학비가 부족하여 차라리 고국으로 돌아오고 만다. 1946년부터 1948년 초반까지 강릉사범학교에 음악교사로 근무하였다. 이때까지 그는 아명 장봉주를 사용하였다.

### 2기(서울 - 6.25 사변 - 유학)
서울로 올라와서 1948년 3월부터는 정신여자중고등학교의 음악교사로 재직하기 시작하였다. 같은 해 7월부터 초동교회에 전도사겸 찬양대 지휘자로 사역을 하였다. 초동교회 사역 시절에 매주 목사님의 성경구절에 맞추어 찬양곡을 작곡하였다.(작품은 6.25 한국동란으로 인해 소실됨) 또한 초동교회에서 강릉시절에서부터 알고지낸 시인 황금찬을 만나 그의 시에 많은 곡을 작곡하였다. 1949년 6월에 중앙신학교(현 강남대학교)를 졸업하였다. 6.25 전쟁중에는 친구 박재훈과 함께 해군정훈음악대에 소속하여 정훈합창단을 지휘하였다. 1954년 도미하여 시카고에 있는 무디성서학교(Moody Bible Institute)와 시카고 아메리칸 뮤직 콘서바토리(Chicago American Music Conservatory)에서 작곡을 공부하였다. 이 기간에 그의 평생 친구인 작곡가 제임스 웨이드(James Wade)를 만나 함께 귀국하였다.

### 3기(서울 - 선명회어린이합창단)
1957년부터 그는 중앙신학교와 숭실대학교 전임강사와 이화여자대학교의 강사를 역임하였다. 1958년에는 한국교회음악협회를 동료들과 함께 창립하여 지도위원과 협동총무를 역임하였다. 1960년 선명회어린이합창단(현 월드비전  한국어린이합창단)을 당시 월드비전 총재였던 밥 피얼스 박사와 함께 창단하여 상임지휘자로 미국과 캐나다, 유럽 등 세계 16개국에 2차에 걸쳐 해외연주여행을 실시하였고 에디 설리번 쇼, 스티브 앨런 쇼, 자크 베일리 쇼, 보조 크라운 쇼, CBS의 퍼시픽 파노라마 쇼에 출연하였다. 1963년 3월 미국 뉴욕 브라이어클리프 매노(Briarcliff Manor) 킹스 칼리지(King's College)는 그에게 명예음악박사 학위를 수여하였다. 또한 시카고 아메리칸 뮤직 콘서바토리의 후배인 Kurt Kaiser와 그의 동료인 Ralph Carmichael, Burl Ives 등과 함께 WORD 레코드 회사에서 5장의 LP를 발매하였다. ‘월드비전 한국 50년 운동사’의 기록에 의하면, 카네기 홀 공연 당시 입장한 3,500명 외에 입장하지 못한 청중이 밖에 5,000명, 미니애폴리스에서는 4,000여 명이 입장을 못 해 되돌아갔고, 워싱턴에서는 8,000명의 입장객 외에 2,000여 명이 입장하지 못하였으며, 필라델피아의 컨벤션 홀에서는 정석 1만 2,000석이 가득 차고 약 5,000명이 입장을 못 하였을 정도였다. 한국 음악사에서 이토록 많은 청중을, 더군다나 외국에서 이끈 기록은 없었다. 하지만 무리한 해외 연주 일정으로 인해 간경변을 얻어 선명회어린이합창단을 관두었고 1965년 한국일보 소속 소년한국합창단을 창단하여 새로운 활동을 시작하였으나 1966년 11월 8일 간경변으로 생긴 식도정맥류 파열로 인한 내출혈로 향년 49세의 삶을 마감하였다. 일 년 후 1967년 8월 5일과 6일 대만에서는 헬렌 콰(Helen Quach)의 지휘로 제임스 웨이드의 작품 'Elegy for Orchestra'가 Taipei Symphony Orchestra에 의해 장수철 박사를 추모하기 위하여 연주되었다.

## 그의 대표작(작사·작곡·편곡)
- 《탄일종》
- 《주는 나를 기르시는 목자》

## 주요 경력
- 숭실대학교 교수
- 이화여자대학교 강사
- 중앙신학교 교수
- 선명회어린이합창단 창단지휘자

## 학력
- 안악공립보통학교 졸업
- 평안남도 평양요한학교 졸업
- 경성 중앙신학교 신학과 전문학사
- 일본 동경 제국고등학교 수료
- 미국 시카고 무디성서 학교 작곡과 수료
- 미국 시카고 아메리칸 뮤직 콘서바토리 작곡과

### 명예 박사 학위
- 미국 뉴욕 King's College 명예음악박사

## 수상
- 미국 Sacramento 시장 행운의 열쇠 증정 (1963-01)
- 대한민국 문화포장 (1965-02-20)

## 참고자료
- 탄일종, 악보집 "목동", 1949년 8월 15일, 강릉사범학교 음악부
- 주는 나를 기르시는 목자, 최봉춘, 가이드포스트 1998 2월호 104쪽
- The Korean Orphan Choir, They Sing Their Thanks, Bob Pierce, 1965, Zondervan Publishing House, Grand Rapids, Michigan
- 장수철 동요집, 장수철 성가집, 1996 호산나음악사
- 장수철 박사와 월드비전합창단 : 장수철 박사 탄생100주년 기념 음반 다큐멘터리 [녹음자료]
- 월드비전 한국 50년 운동사 1950-2000, 2001 월드비전 한국 자료실
- [작곡가 박재훈 목사 이야기] 34쪽, 문성모지음, 2013, 홍성사